# Ceratopteris thalictroides
Espèce
Statut de conservation UICN

 LC  : Préoccupation mineure
Ceratopteris thalictroides est une espèce de fougère aquatique. On la retrouve dans toutes les régions tropicales.
Elle est vendue partout dans le monde comme plantes ornementales ou d'aquariophilie.